# اتفاقية وقاية النباتات الدولية

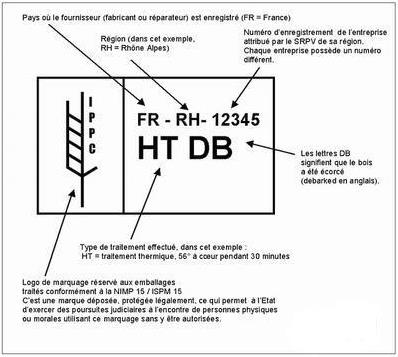

اتفاقية وقاية النباتات الدولية هي معاهدة عام 1951 متعددة الأطراف تشرف عليها منظمة الأغذية والزراعة وتهدف إلى تأمين منسق واتخاذ إجراءات فعالة لمنع وللسيطرة على دخول وانتشار آفات[ ؟ ] النباتات والمنتجات النباتية. الاتفاقية تمتد ما وراء حماية النباتات المزروعة إلى حماية النباتات الطبيعية والمنتجات النباتية. كما يأخذ بعين الاعتبار كل الأضرار المباشرة وغير المباشرة من الآفات لذلك تضم الأعشاب الضارة.
أنشأت الاتفاقية هيئة إدارية تتكون من كل طرف والمعروفة باسم هيئة تدابير الصحة النباتية التي تشرف على تنفيذ الاتفاقية. اعتبارا من ديسمبر 2013 فقد وقع 181 طرف على الاتفاقية وهي 178 دولة عضوة في الأمم المتحدة وجزر كوك ونييوي والاتحاد الأوروبي. الاتفاقية معترف بها من قبل اتفاق منظمة التجارة العالمية بشأن تطبيق تدابير الصحة والصحة النباتية كمعيار دولي وحيد للصحة النباتية.
بينما التركيز الأساسي في الاتفاقية هو على النباتات والمنتجات النباتية المتداولة في التجارة الدولية فإن الاتفاقية تغطي أيضا المواد البحثية والكائنات المكافحة البيولوجية وبنوك الأصول الوراثية ومرافق الاحتواء والمساعدات الغذائية والمساعدات الطارئة وأي شيء آخر يمكن أن يكون بمثابة الموجه لانتشار الآفات النباتية على سبيل المثال والحاويات ومواد التعبئة والتغليف والتربة والمركبات والسفن والآلات.
تم إنشاء الاتفاقية من قبل الدول الأعضاء في منظمة الأغذية والزراعة التابعة للأمم المتحدة. تركز الاتفاقية على ثلاثة مجالات أساسية هي:
1. وضع المعايير الدولية
2. وتبادل المعلومات
3. وتنمية القدرات لتنفيذ الاتفاقية وما يرتبط بها من المعايير الدولية للصحة النباتية.

يقع مقر أمانة الاتفاقية في في روما بإيطاليا ويكون مسؤولا عن تنسيق الأنشطة الأساسية في إطار برنامج عمل الاتفاقية الدولية.
في السنوات الأخيرة وضعت لجنة تدابير الصحة النباتية للاتفاقية إطارا استراتيجيا مع أهداف:
- حماية الزراعة المستدامة وتعزيز الأمن الغذائي العالمي من خلال منع انتشار الآفات.
- حماية البيئة والغابات والتنوع البيولوجي من الآفات النباتية.
- تيسير التنمية الاقتصادية والتجارية من خلال تعزيز مواءمة تدابير الصحة النباتية على أساس علمي.
- تطوير قدرات الصحة النباتية للأعضاء لتحقيق الأهداف الثلاثة السابقة.

من خلال تركيز الجهود بشأن هذه الأهداف فإن هيئة تدابير الصحة النباتية للاتفاقية تعتزم:
- حماية المزارعين من تفشي الآفات والأمراض المدمرة اقتصاديا.
- حماية البيئة من فقدان التنوع الأنواع.
- حماية النظم الإيكولوجية من فقدان جدوى الوظيفة نتيجة لغزوات الآفات.
- حماية الصناعات والمستهلكين من تكاليف مكافحة أو القضاء الآفات.
- تسهيل التجارة من خلال المعايير الدولية التي تنظم الحركات الآمنة من النباتات والمنتجات النباتية.
- حماية سبل العيش والأمن الغذائي من خلال منع دخول وانتشار الآفات الجديدة من النباتات إلى بلد ما.